# Vidlin

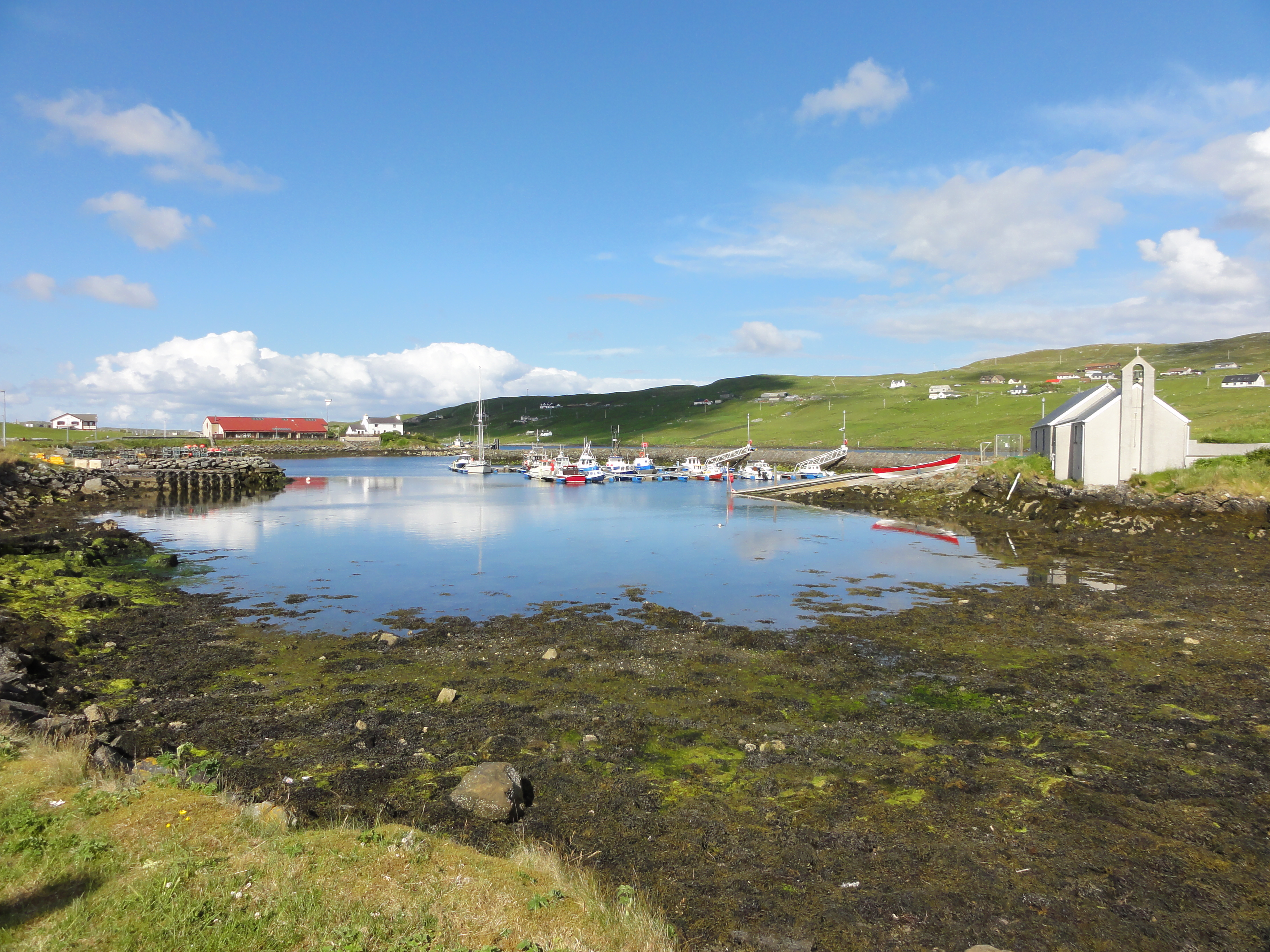
Kirche und Hafen von Vidlin

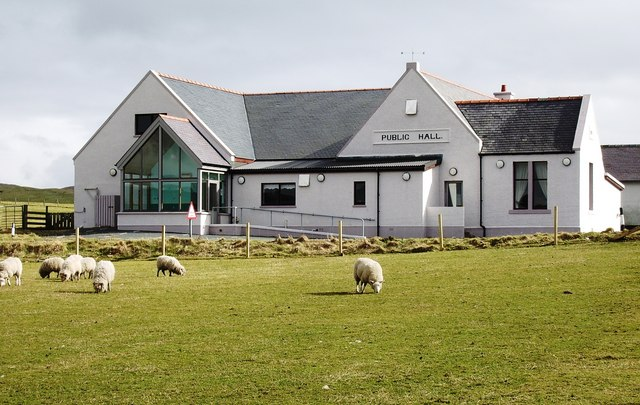
Gemeindehalle in Vidlin

Vidlin ist eine Ortschaft, die im Nordosten der zu Schottland zählenden Shetlands liegt.

## Geographie
Vidlin liegt im Zentrum der Region Lunnasting an der nördlichen Küste einer Halbinsel, die von Mainland in nordöstlicher Richtung in die Nordsee ragt und hier am südlichen Ende der Bucht Vidlin Voe. Ein kleiner See, das Kirkhouse Loch, liegt im Westen des Ortes. Nach Voe sind es 6,5 Kilometer im Südwesten.

## Historisches
Im Rahmen der historischen Gliederung Schottlands in Civil Parishes zählt Vidlin zu Nesting. Im Ort gibt es einen Broch, der 1994 als Scheduled Monument ausgewiesen worden ist.

## Verkehr
In Vidlin endet die B9071, die von Culswick kommt. Sie hat hier Verbindung zur regionalen C312, die nach Lunna im Norden und nach Lunning im Osten führt. Vom Hafen des Ortes verkehrt eine Fähre nach Whalsay und zu den Out Skerries.